# 京都府道492号私市大江線
京都府道492号私市大江線（きょうとふどう492ごう きさいちおおえせん）は、京都府綾部市から福知山市に至る一般府道である。

## 概要
綾部市私市町から福知山市大江町公庄に至る。
2つの市を通過するが、いずれも街外れの所を通っている。周りの主要地方道や国道の抜け道として使われている。

### 路線データ
- 起点：綾部市私市町（私市交差点、京都府道74号舞鶴綾部福知山線交点）
- 終点：福知山市大江町公庄（公庄交差点、国道175号交点）

## 路線状況

### 道路施設

#### 橋梁
- 佐折トンネル：延長86 m、1982年（昭和57年）竣工、福知山市

## 地理

### 通過する自治体
- 京都府
  - 綾部市 - 福知山市

### 交差する道路
| 交差する道路                 | 市町村名 | 交差する場所 | 交差する場所      |
| ---------------------------- | -------- | ------------ | ----------------- |
| 京都府道74号舞鶴綾部福知山線 | 綾部市   | 私市町       | 私市交差点 / 起点 |
| 京都府道55号舞鶴福知山線     | 福知山市 | 大江町在田   | 在田交差点        |
| 国道175号                    | 福知山市 | 大江町公庄   | 公庄交差点 / 終点 |

### 交差する鉄道
- 京都丹後鉄道宮福線

### 沿線
- 京都府立中丹支援学校
- 私市郵便局
- 長円寺
- 福知山市立佐賀小学校
- 小さき花幼稚園
- 波美神社
- 福知山市立第一町民体育館
- 京都丹後鉄道宮福線 公庄駅